# Sumpotan

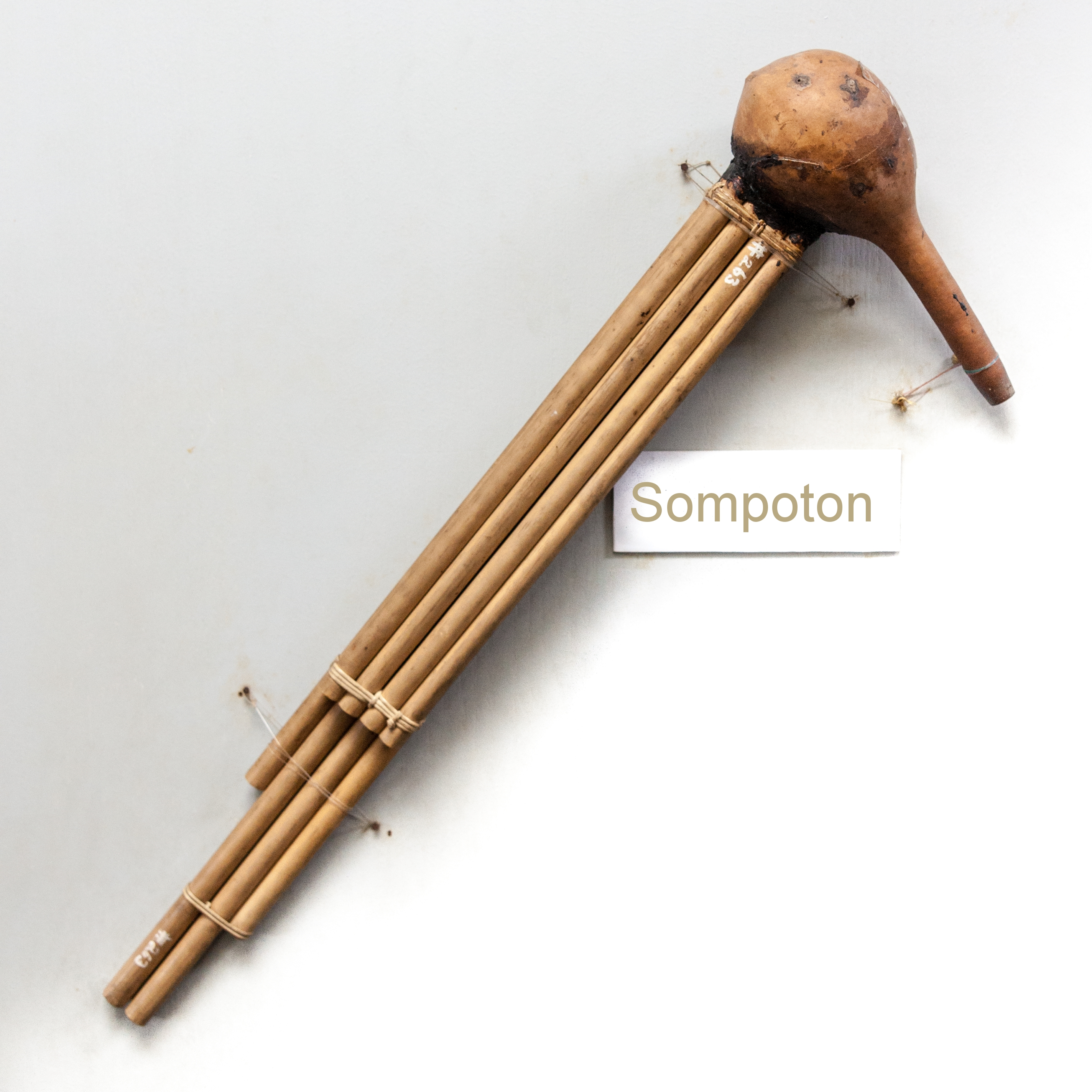
Sompoton, ausgestellt im Wisma Warisan Sandakan

Sumpotan, auch sompoton, ist eine Mundorgel aus einer Kalebasse mit Bambuspfeifen im Norden Borneos. Das Blasinstrument war zuerst bei den Kadazandusun in Gebrauch, fand jedoch bald auch bei den Murut Verbreitung.

## Bauform
W. J. Worth von der North Borneo Chartered Company führte 1923 eine eingehende Studie der Musikinstrumente Nordborneos durch und gab die erste wissenschaftliche Beschreibung einer sumpotan bei den Murut. Die sumpotan besteht demnach aus acht Bambuspfeifen, die senkrecht in einer leeren Kalebasse stecken, die als Windkammer dient. Eine der Pfeifen ist eine Attrappe; die übrigen produzieren mittels einer durchschlagenden Zunge die Töne einer pentatonischen Tonleiter. Bei drei der Pfeifen wird der Ton durch Verschließen des Austrittslochs mit den Fingern der rechten Hand unterbrochen, drei weitere Pfeifen haben kleine Öffnungen am Einblas-Ende der Pfeife, die mit den Fingern der linken Hand geschlossen werden und die letzte Pfeife erzeugt einen Bordun. Hin und wieder erklingen zwei oder drei Pfeifen gleichzeitig. Einige der sumpotan sind sorgfältig verarbeitet und bemalt.
Die einzelnen Pfeifen haben eigene Namen: lombohon, monongkol, suruk, baranat, randawi, tuntuduk und tinangga.
Eine ähnliche Mundorgel bei den Dayak mit sechs oder acht Pfeifen heißt kledi.

## Herstellung
Für die Windkammer wird ein reifer korobu (Flaschenkürbis) entkernt und getrocknet. Die Kalebasse wird mit einem rechteckigen Loch versehen, das groß genug ist, um das ganze Pfeifenbündel aufzunehmen. Für die Pfeifen wird sumbiling, eine dünn wachsende Bambusart Borneos verwendet. Der Bambus wächst in den Hügelregionen Sabahs, ebenso eine Palmenart, die polod genannt wird und aus deren Rinde die Zungen des Instruments gefertigt werden. Dazu wird die Rinde des polod geerntet und die Haut abgeschält. Daraus wird das sodi (Zunge) gemacht. Auf abgeholzten Dschungelflächen findet man ein loputung oder solingkawang genanntes Farn. Seine Halme werden abgeschnitten und geschält. Die Fasern von der Innenseite des Halms werden nach der Trocknung verwendet, um die Pfeifen in zwei Lagen zusammenzubinden. Eine Bienenart, die üblicherweise in Baumlöchern oder Bambusrohren zu finden ist, liefert schließlich das Bienenwachs, mit dem die Zungen befestigt werden und mit dem der Spalt zwischen Kalebasse und Pfeifen abgedichtet wird.